# Эберхард IV (граф Нордгау)
Эберхард IV (нем. Eberhard IV. von Nordgau; ум. 18 декабря 972/973) — граф Нордгау в 940—951 годах.

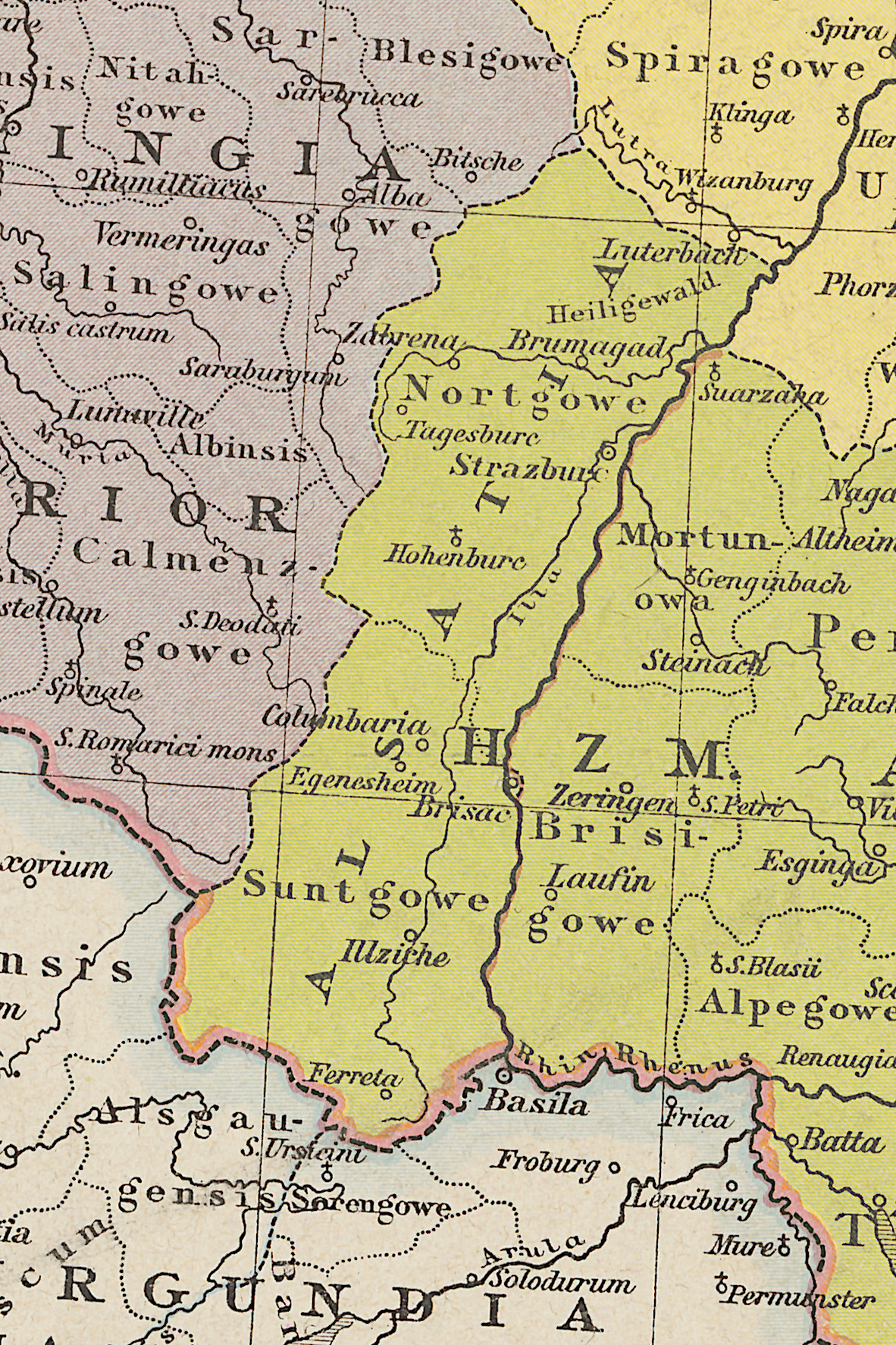
Графство Нордгау на карте Эльзаса

Старший из 4 детей Гуго I фон Нордгау и его жены Хильдегарды Ферретской.
После смерти отца вступил в управление графством Нордгау совместно с братом — Гуго фон Эгисхаймом.
В 949 году передал императору Оттону I аббатство Лура.
В 951 году отрёкся от власти в пользу сына — Гуго II, и удалился в свою сеньорию Альторф, где и умер в 972/973 году.
Жена Эберхарда IV в документах названа Луитгарда, вдова графа Адальберта. Историки считают, что это или дочь Вигерика фон Бидгау и Кунегунды Французской, или дочь другого Вигерика.
У Эберхарда IV был единственный ребёнок, сын:
- Гуго II, граф Нордгау[3].

В некоторых исторических исследованиях детьми Эберхарда и Луитгарды также названы:
- Адальберт Эльзасский
- Гуго, монах в Альторфе
- Герхард Эльзасский
- Адельгейда
- Гедвига (935/937 — 13.12.992), муж (950) — Зигфрид Люксембургский. Мать святой Кунегунды.